# Université d'État de théâtre et de cinéma Chota-Roustavéli
L’université d’État de théâtre et de cinéma Chota Roustavéli de Tbilissi est un établissement d'enseignement public supérieur, membre du Centre international de liaison des écoles de cinéma et de télévision (CILECT) et de la Ligue européenne des instituts des arts (ELIA). L'université prend formellement son nom en 2002, sur les bases des cours d’art dramatique de Lado Meskhichvili fondés en 1912, de l’Institut de théâtre fondé par Akaki Pagava en 1922, et des apports des autres disciplines échelonnés tout au long de son histoire.  
En 2005, elle fusionne avec l’université d’arts et de culture d’État Ekvtimé Takhaïchvili. 
Aujourd'hui, elle est composée de quatre facultés, la faculté de chorégraphie et de musique traditionnelles, la faculté de management, de gestion, de sciences sociales et d’humanités, la faculté d’art dramatique, et la faculté de cinéma et de télévision. 

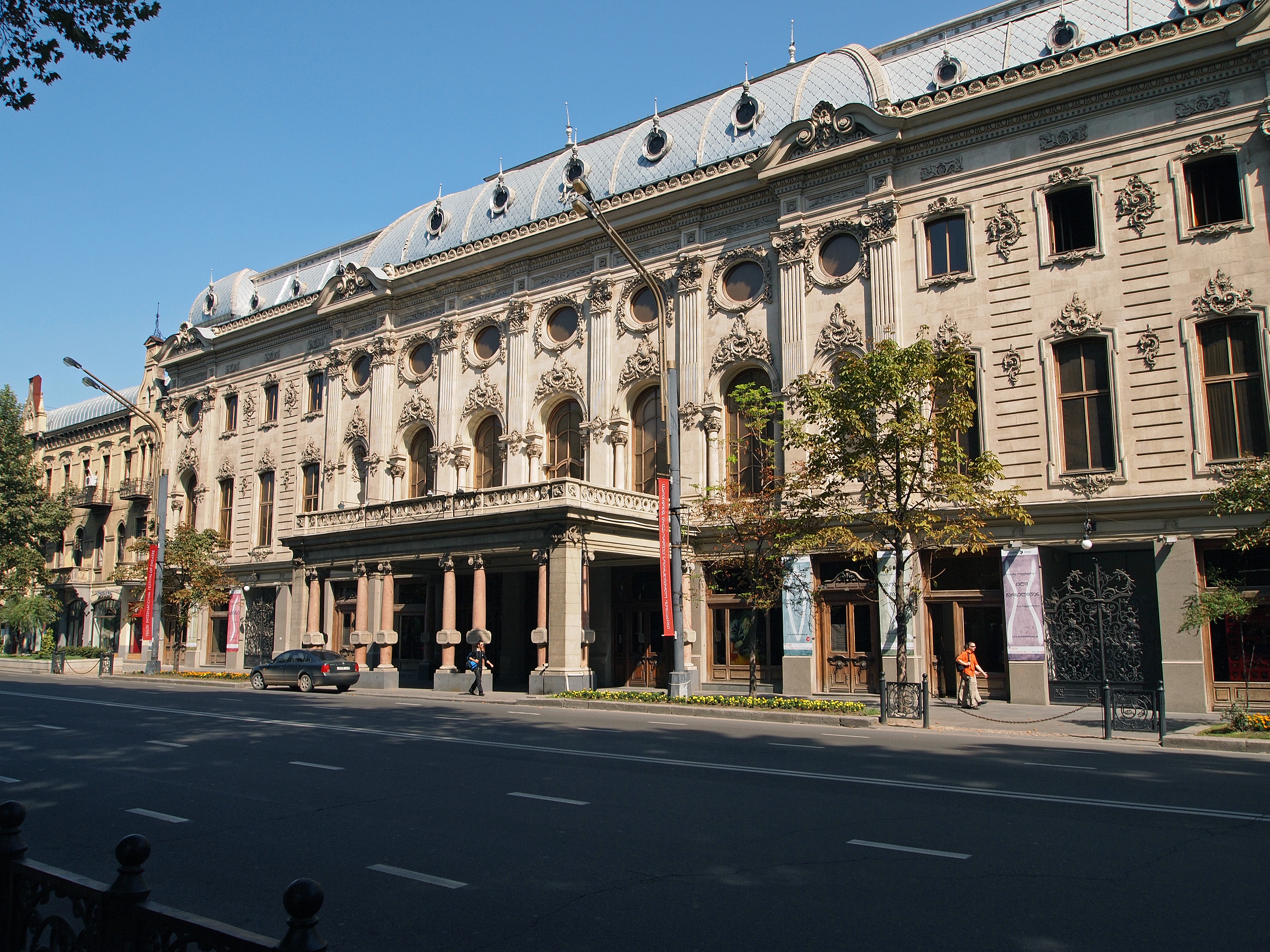
Théâtre Chota Roustavéli (Tbilissi)

## Faculté de chorégraphie et de musique traditionnelles
Elle a été fondée en 2007. 

## Faculté de management, de gestion, de sciences sociales et d’humanités
Elle est la plus importante des 4 facultés en nombre d’étudiants[Combien ?].

## Faculté d’art dramatique
Elle est la plus ancienne de Géorgie, ayant été fondée en 1923.

## Faculté de cinéma et de télévision
La faculté de cinéma et de télévision a été créée en 2002, sur les bases de la formation au cinéma enseignée dès 1972  à l’Institut de théâtre Chota Roustavéli. 

### Historique
Malgré les réticences des autorités cinématographiques soviétiques, une poignée de cinéastes géorgiens (dont Tenguiz Abouladze et Revaz Tchkheidze) réussit à imposer au début des années 1970 l’idée de l’ouverture d’une formation au cinéma au sein de l’Institut de théâtre Chota Roustavéli de Tbilissi. Un studio cinéma, créé sur les bases de l’ancien Pilm studio, est ouvert quatre années plus tard, en 1976, afin de permettre aux étudiants en cours de formation de réaliser leurs premières œuvres.  
La plupart des grands réalisateurs de cinéma géorgien y ont enseigné, comme Tenguiz Abouladze, Eldar Chenguelaia, Gueorgui Chenguelaia, Rezo Esadze, Lana Gogoberidze, Otar Iosseliani, Gela Kandelaki, Irakli Kvirikadze, …
La première promotion d’élèves a compté Temur Babluani, Nana Janelidze, Nana Djordjadze, Guram Petriashvili, Goderzi Chokheli.

### Aujourd’hui
La faculté de cinéma et de télévision compte 6 professeurs en titre et une dizaine de professeurs associés, délivre 3 niveaux de diplômes, licence, master et doctorat et couvre des différents domaines, documentaire, télévision, film, animation et son.